# Predigerhäuser der Domgemeinde

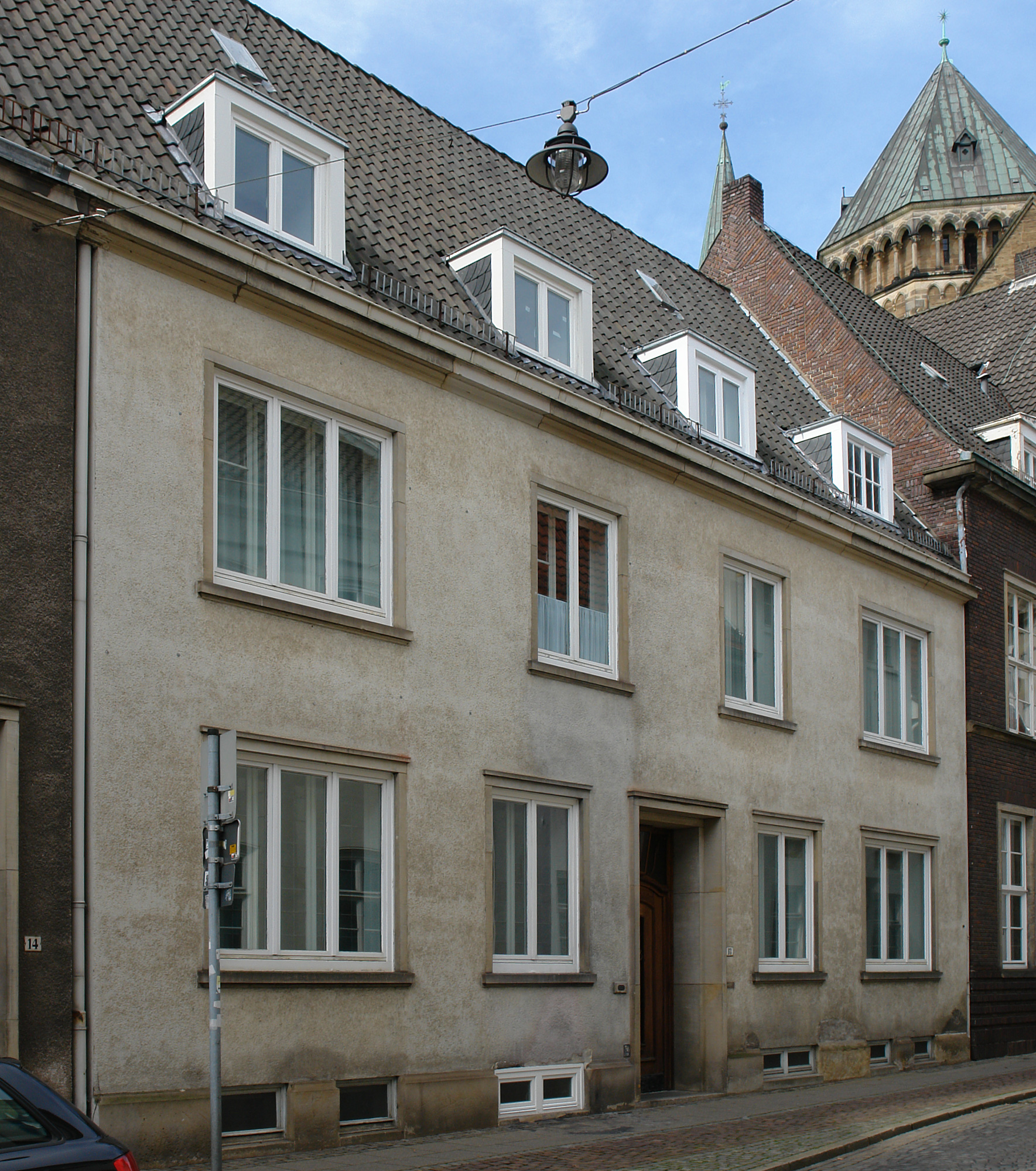
Predigerhaus Sandstraße 13

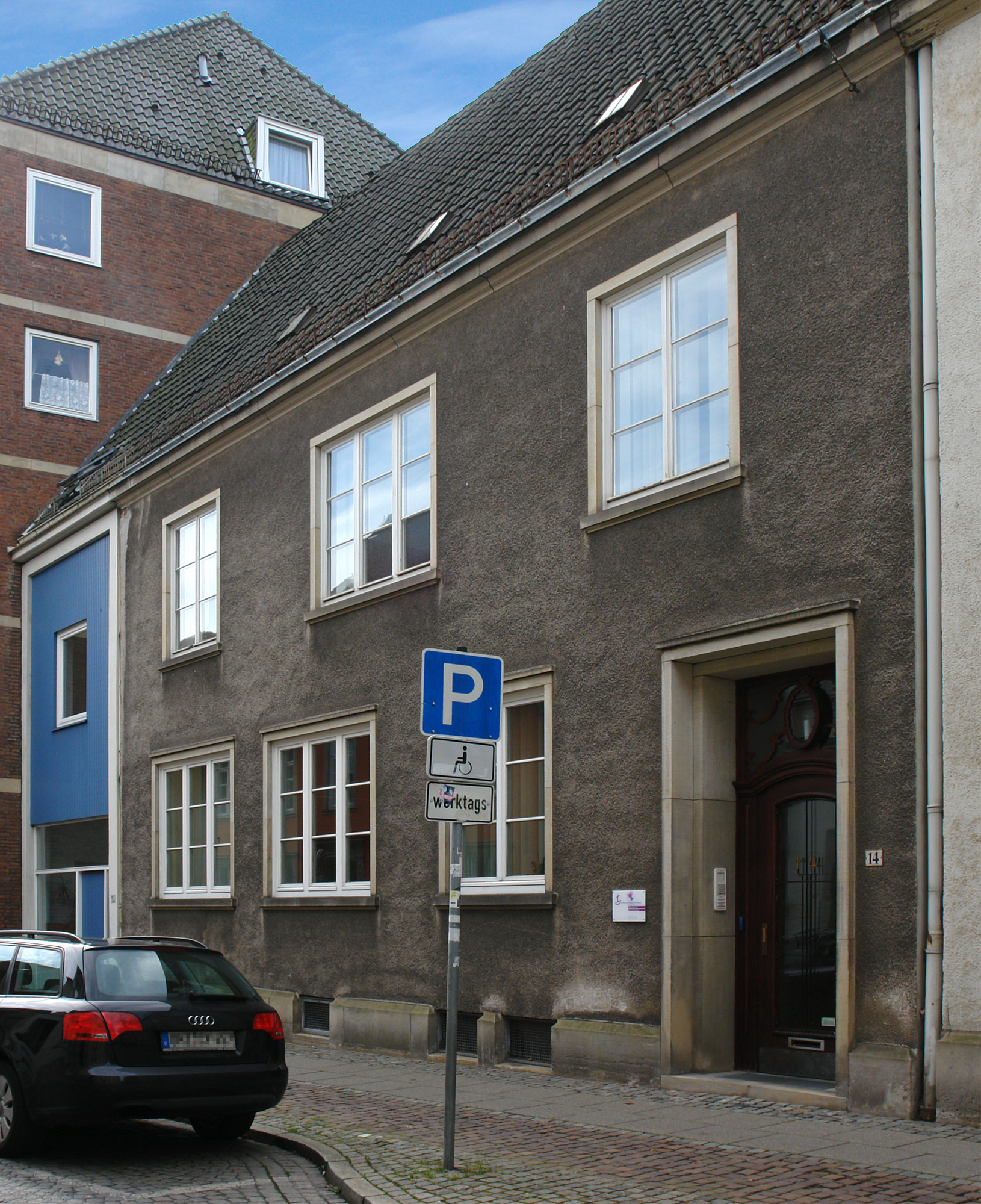
Predigerhaus Sandstraße 14

Die Predigerhäuser der Domgemeinde befinden sich in Bremen, Stadtteil Mitte, Sandstraße 13 und 14. Sie entstanden 1952 bzw. 1960 nach Plänen von Walter Görig.
Die Gebäude stehen seit 1973 unter Bremer Denkmalschutz.

## Geschichte
Die Dominsel zwischen Domshof, Sandstraße, Violenstraße, Domsheide und Dom kam gemäß dem Reichsdeputationshauptschluss von 1803 zu Bremen. Früher befand sich an der Stelle der Predigerhäuser der Baumhof, ein Beerdigungsplatz, der 1811 aufgegeben wurde. In der ersten Hälfte des 19. Jahrhunderts. entstanden die ersten klassizistischen Pfarrhäuser noch mit Amtsräumen, die im Zweiten Weltkrieg 1943 zerbombt wurden. 
Die beiden heutigen, zweigeschossigen, einfachen, verputzten Predigerhäuser der St. Petri-Domgemeinde mit einem Satteldach, mit Mittel- (Nr. 13) bzw. Seiteneingang (Nr. 14) und je zwei Wohnungen wurden 1952 bzw. 1960 in einem konservativen Stil der 1950er Jahre gebaut. Sie schließen direkt an das Gemeindehaus an. In den Gebäuden befanden sich die Wohnungen u. a. in Nr. 13 der Domprediger Heinrich Frickhöffer (1869–1896), Erich Pfalzgraf, Walter Dietsch (Alt- und Neubau), Ulrich Böttcher, Hermann Schmidt, Müller, Karl-Heinz Daugelat (bis 1999), Peter Ulrich (ab 1999) und Christian Gotzen, in Nr. 14 Friedrich Schäfer (um 1930), Gerhard Tietze und ab 1960 Maurus Gerner-Beuerle.

Heute (2018) befinden sich in den beiden Gebäuden weiterhin Wohnungen und in Nr. 14 die Arbeitsstelle und Gemeindeberatung der Bremischen Evangelischen Kirche (BEK).
Für die Domprediger gab es zudem das Jugendstil-Pfarrhaus von 1909 in der Sandstraße Nr. 15, in dem u. a. die Pastoren Oscar Mauritz und nach 1945 Walter Sprondel wohnten. Im Neubau Sandstraße Nr. 15 von 1964 wohnte u. a. Hans-Martin Sixt und aktuell (2018) Ingrid Witte. Das klassizistische Pfarrhaus Domsheide 2 stammt von 1845; hier lebten u. a. die Prediger Otto Hartwich und Hermann Rahm. Das älteste Pfarrhaus von 1807, Domsheide Nr. 1, wurde zugunsten der Verbreiterung der Violenstraße in den 1960er Jahren abgerissen. Hier wohnte u. a. Heinz Weidemann, der 1934 bis 1941 auch nationalsozialistischer Landesbischof von Bremen war sowie nach 1945 Walter Dietsch und bis 1960 Gerner-Beuerle.

Auch die Prediger Waldemar Sonntag, Volkmar Schüttig, Carl-Friedrich Bock, Rudolf Schramm, Bernhard David Schenke, Ludwig Jacobskötter, Heinrich Krumwiede und Ortwin Rudloff wohnten auf der Dominsel. Domprediger Günter Abramzik lebte hingegen im Haus der Stadtsparkasse am Bremer Marktplatz.
Das geschützte Ensemble der Dominsel besteht zudem aus St. Petri-Dom mit dem Dom-Museum (romanischen und gotische Anbauten), Pfarrhaus, Küsterhaus der Domgemeinde, Gemeindehaus, Die Glocke und Kapitelhaus der Domgemeinde, Haus Kulenkampff und zwei Geschäftshäuser Domsheide 4 und 5 sowie dem Bismarck-Denkmal mit dem Reiterstandbild Otto von Bismarck und dem Turmbläserbrunnen.
Dombaumeister Görig entwarf auch das Konzerthaus Die Glocke, das Gemeindehaus und das Küsterhaus (alle 1928) sowie die in der Nähe befindliche Deutsche Schiffsbank (mit Friedrich Schumacher, Domshof 17, 1952).